# Leucophora tenuirostris
Leucophora tenuirostris är en tvåvingeart som först beskrevs av Wulp 1896.  Leucophora tenuirostris ingår i släktet Leucophora och familjen blomsterflugor. Inga underarter finns listade i Catalogue of Life.